# Moulins-sur-Céphons
Moulins-sur-Céphons è un comune francese di 339 abitanti situato nel dipartimento dell'Indre nella regione del Centro-Valle della Loira.

## Società

### Evoluzione demografica
Abitanti censiti